# Fayetteville Patriots 2001-2002
La stagione 2001-02 dei Fayetteville Patriots fu la 1ª nella NBA D-League per la franchigia.
I Fayetteville Patriots arrivarono settimi nella NBA D-League con un record di 21-35, non qualificandosi per i play-off.

## Roster
| N° | Naz.                       | Ruolo | Sportivo         | Anno | Alt. | Peso |
| -- | -------------------------- | ----- | ---------------- | ---- | ---- | ---- |
|    | Stati Uniti (bandiera)     | A     | Greg Stempin     | 1979 | 203  | 100  |
|    | Stati Uniti (bandiera)     | G     | Terrell McIntyre | 1977 | 175  | 83   |
|    | Stati Uniti (bandiera)     | A     | Antwain Smith    | 1975 | 203  | 100  |
|    | Stati Uniti (bandiera)     | G     | Omar Cook        | 1982 | 185  | 86   |
|    | Rep. Dominicana (bandiera) | A     | John Strickland  | 1972 | 203  | 118  |
|    | Stati Uniti (bandiera)     | C     | Jeff Aubry       | 1977 | 211  | 113  |
|    | Stati Uniti (bandiera)     | G     | Danny Johnson    | 1976 | 191  | 91   |
|    | Stati Uniti (bandiera)     | C     | Darrell Johns    | 1976 | 216  | 129  |
|    | Stati Uniti (bandiera)     | A     | Jameel Watkins   | 1977 | 211  | 116  |
|    | Stati Uniti (bandiera)     | G     | Brian Wardle     | 1979 | 196  | 93   |
|    | Stati Uniti (bandiera)     | GA    | Tai Crutchfield  | 1979 | 198  | 95   |
|    | Stati Uniti (bandiera)     | A     | Mike Smith       | 1976 | 203  | 88   |
|    | Stati Uniti (bandiera)     | G     | Rasul Salahuddin | 1974 | 191  | 88   |
|    | Stati Uniti (bandiera)     | G     | Tony Harris      | 1979 | 183  | 75   |
|    | Stati Uniti (bandiera)     | G     | Curtis Haywood   | 1975 | 193  | 82   |
|    | Rep. Dominicana (bandiera) | C     | Osiris Ricardo   | 1977 | 208  | 113  |
|    | Stati Uniti (bandiera)     | A     | Ron Kelley       | 1975 | 206  | 111  |
|    | RD del Congo (bandiera)    | AC    | Bayonne Taty     | 1972 | 208  | 94   |
|    | Stati Uniti (bandiera)     | GA    | Scott Burrell    | 1971 | 201  | 99   |
|    | Stati Uniti (bandiera)     | A     | Kaniel Dickens   | 1978 | 203  | 98   |
|    | Stati Uniti (bandiera)     | AC    | Terquin Mott     | 1974 | 203  | 111  |
|    | Stati Uniti (bandiera)     | A     | Clifton Terry    | 1974 | 201  | 100  |
|    | Stati Uniti (bandiera)     | A     | Chris Andersen   | 1978 | 208  | 104  |
|    | Stati Uniti (bandiera)     | GA    | Joe Brown        | 1977 | 201  | 85   |
|    | Stati Uniti (bandiera)     | G     | Ramel Lloyd      | 1978 | 193  | 102  |
|    | Stati Uniti (bandiera)     | G     | Steve Hart       | 1973 | 191  | 87   |
|    | Stati Uniti (bandiera)     | A     | Bryan Bracey     | 1978 | 201  | 95   |

## Staff tecnico
- Allenatori: Nate Archibald (5-16)[1], Jeff Capel (16-19)
- Vice-allenatore: Sam Worthen